# Gildo Brugnola
Ermenegildo „Gildo“ Brugnola (* 21. Oktober 1890 in Guadamello di Narni; † 25. Juli 1960) war ein italienischer römisch-katholischer Geistlicher und Kanzler der Apostolischen Breven.

## Leben
Gildo Brugnola wuchs in Sant’Urbano in Venetien auf, wo seine Mutter Lehrerin war. Er absolvierte das Knabenseminar von Narni und seine philosophischen und theologischen Studien im Seminario Pio di Roma, wo er jeweils in Philosophie, Theologie und Kirchenrecht promoviert wurde. Am 25. Juli 1915 empfing er die Priesterweihe. Er war Pfarrer in Narni (1915–1924) und in Otricoli (1920–1923). 
Brugnola war engagiert in zahlreichen apostolischen Initiativen, allen voran der Katholischen Aktion, deren Jugendclub San Giuseppe Calasanzio er gründete. Im Jahr 1922 setzte er sich für die Wiedereröffnung des Diözesanseminars ein, das 1906 geschlossen worden war.
1924 wurde er in das Staatssekretariat des Heiligen Stuhls berufen, wo er später zum Apostolischen Protonotar und Monsignore ernannt wurde. Brugnola war ab 1949 Regens und von 1952 bis 1960 Kanzler der Apostolischen Breven.
Trotz seiner Verpflichtungen gegenüber dem Heiligen Stuhl war er weiterhin im priesterlichen Dienst. Er engagierte sich unter anderem für die Rückkehr des Leichnams der seligen Lucia Broccadelli nach Narni im Jahr 1935. Er setzte sich auch aktiv für die Wiedereröffnung des Speco di San Francesco ein, eines Heiligtums des Franziskanertums. Er wurde zum Erzpriester des Domkapitels in Narni gewählt, ein Amt, das er bis zu seinem Tod innehatte. Gildo Brugnola starb am 25. Juli 1960 und wurde in der Gruft der Kanoniker auf dem Friedhof von Narni beigesetzt.
Er ist Verfasser des Werkes über die selige Lucia und über das Leben des heiligen Cassius von Narni, Bischof und Mitpatron der Stadt und der Diözese Narni.

## Ehrungen
- 1953: Großoffizier des Verdienstordens der Italienischen Republik[4][1]
- 1958: Verdienstorden der Bundesrepublik Deutschland (Großes Verdienstkreuz mit Stern)

## Werke
- La beata Lucia da Narni del terz’ordine domenicano, 1935.
- Il giubleo episcopale dell’em.mo cardinal Giulio Serafini, 1938.
- San Cassio vescovo di Narni, 1959.